# Niphidium mortonianum
Niphidium mortonianum är en stensöteväxtart som beskrevs av David Bruce Lellinger. Niphidium mortonianum ingår i släktet Niphidium och familjen Polypodiaceae. Inga underarter finns listade.